# Lyellia bifurcata
Lyellia bifurcata är en bladmossart som beskrevs av Bélanger 1834. Lyellia bifurcata ingår i släktet Lyellia och familjen Polytrichaceae. Inga underarter finns listade i Catalogue of Life.